# Ancylotropis insignis
Ancylotropis insignis är en jungfrulinsväxtart som först beskrevs av Alfred William Bennett, och fick sitt nu gällande namn av B. Eriksen. Ancylotropis insignis ingår i släktet Ancylotropis och familjen jungfrulinsväxter. Inga underarter finns listade i Catalogue of Life.